# Крста Аврамовић
Крсто Аврамовић (Каменица, код Ваљева, 1. мај 1928 — Београд, 28. мај 2013) био је економиста и друштвено-политички радник СР Србије и СФРЈ Југославије.

## Биографија
Рођен је 1. маја 1928. у Каменици, код Ваљева.
Као омладинац учествовао је на омладинским радним акцијама и био активиста Уједињеног савеза антифашистичке омладине (УСАОЈ) и Савеза комунистичке омладине (СКОЈ). Године 1946. постао је члан Комунистичке партије Југославије (КПЈ).
Завршио је Економски факултет у Београду.Дужност председника Скупштине општине Шабац вршио је од јануара 1963.године, до јула 1967.године. Био је директор Хемијске индустрије „Зорка” у Шапцу. Од 1974. до 1976. био је председник Већа Савеза синдиката Србије.Одакле је отишао на дужност потпредседника Извршног већа Скупштине Социјалистичке Републике Србије коју је вршио до 1986.године.
Од Петог конгреса Савеза комуниста Србије, 1965. биран је за члана Централног комитета СК Србијe, а од Шестог конгреса, 1968. био је потпредседник Комисије ЦК СКС за друштвено-економске односе.
На Деветом конгресу СКЈ, 1969. биран је за члана Председништва СКЈ и његовог Извршног бироа, чији је члан био од 1969. до 1974. године.
Од 1986. до 1989. био је један од потпредседника Скупштине СР Србије.
Умро је 28. маја 2013. у Београду.